# Raffaele Sarra
Raffaele Sarra (Matera, 29 luglio 1861 – Matera, 14 marzo 1938) è stato un medico e storico italiano.

## Biografia
Si laureò a Bologna in Medicina, specializzandosi in pediatria e chirurgia, e successivamente conseguì anche la laurea in Scienze Naturali. Frequentò corsi di specializzazione nelle Università di Berlino e Vienna.
Studiò in particolare l'entomologia, non trascurando anche la paleontologia; nella sua città natale, Matera, fu docente di Scienze naturali presso il Liceo Ginnasio ed esercitò la professione medica.
Pubblicò oltre trenta testi di carattere medico scientifico e di storia locale; in particolare nel 1901 pubblicò «La rivoluzione repubblicana del 1799 in Basilicata», dedicata allo storico Giuseppe Gattini, ed in seguito «La rivoluzione degli anni 1647 e 1648 in Basilicata» e «La Civita ed i Sassi di Matera».
Nel 1902 fu eletto sindaco di Matera, nel periodo delle agitazioni dei contadini guidati da Luigi Loperfido, il cosiddetto monaco bianco; da sindaco fu promotore di due importanti provvedimenti, cioè l'abolizione della cinta daziaria, con la quale ogni contadino doveva pagare un'imposta per ogni prodotto introdotto in città, e la distribuzione di terre demaniali ai contadini.

## Opere
- Matera nel 1799, Matera, Angelelli, 1899.[1]
- La rivoluzione repubblicana del 1799 in Basilicata, Matera, Angelelli, 1899,  p. 17.[2]